# Biserica romano-catolică din Sulina
Biserica romano-catolică „Sfântul Nicolae” este un monument istoric și de arhitectură din Sulina.

## Istoric
Aici a activat, înainte de arestarea sa în 1949, preotul Cornel Chira (1904-1953), superiorul iezuiților din România, decedat în detenție.